# Helichrysum lineatum
Helichrysum lineatum là một loài thực vật có hoa trong họ Cúc. Loài này được Bolus mô tả khoa học đầu tiên.